# Nasrullah Khan (Afghanistan)
Pour les articles homonymes, voir Nasrullah Khan (homonymie).
Nasrullah Khan, né en 1874 ou 1875 à Samarcande et mort en mai 1920 à Kaboul, est un membre de la famille royale d'Afghanistan, proclamé émir du pays en février 1919.

## Biographie
Nasrullah Khan est fils de l'émir Abdur Rahman Khan et frère de l'émir Habibullah Khan. Sous le règne de son frère Habibullah, il a reçu le titre de « Naib-ul-Sultanat » (le règne) ainsi il devient l'homme le plus influent de l'Afghanistan du début de siècle. Il est régent seulement lorsque son frère est en déplacement ou se voit plusieurs fois chargé de diverses missions en province et dans les tribus. Bien avant l'accession au trône de son frère, son défunt père, l'émir Abdur Rahman Khan l'avait chargé d'une mission en Inde et Grande-Bretagne. De tendance politique, Nasrullah Khan se trouve proche des nationalistes-traditionalistes, les oulémas et les confréries soufies, mais anti-influence britannique comme tous les Afghans d'époque.
Le 21 février 1919, alors qu'il avait accompagné son frère l'émir lors de la chasse à Kalagosh de Laghman, ce dernier est assassiné dans des conditions mystérieuses.
Il est émir nominal d'Afghanistan du 21 février 1919 au 28 février 1919. 
Héritier de son frère Habibullah, il est supplanté par son neveu Amanullah Khan (troisième fils d'Habibullah), qui le fait arrêter et assassiner en prison en 1920.